# Cordillera de Carnarvon
La cordillera de Carnarvon es una cadena montañosa en el centro de Queensland, Australia. Es una sección de meseta de la Gran Cordillera Divisoria. La cadena de Carnarvon tiene 160 km de longitud.

## Geografía
Las partes nororientales de la cordillera han formado una meseta conocida como la Meseta del Consuelo. La meseta contiene pinturas aborígenes y desfiladeros de arenisca, como el de Carnarvon. Parte de la cordillera está protegida en el parque nacional de Carnarvon. La cordillera de Carnarvon, biogegráficamente, forma parte del cinturón del Brigalow.

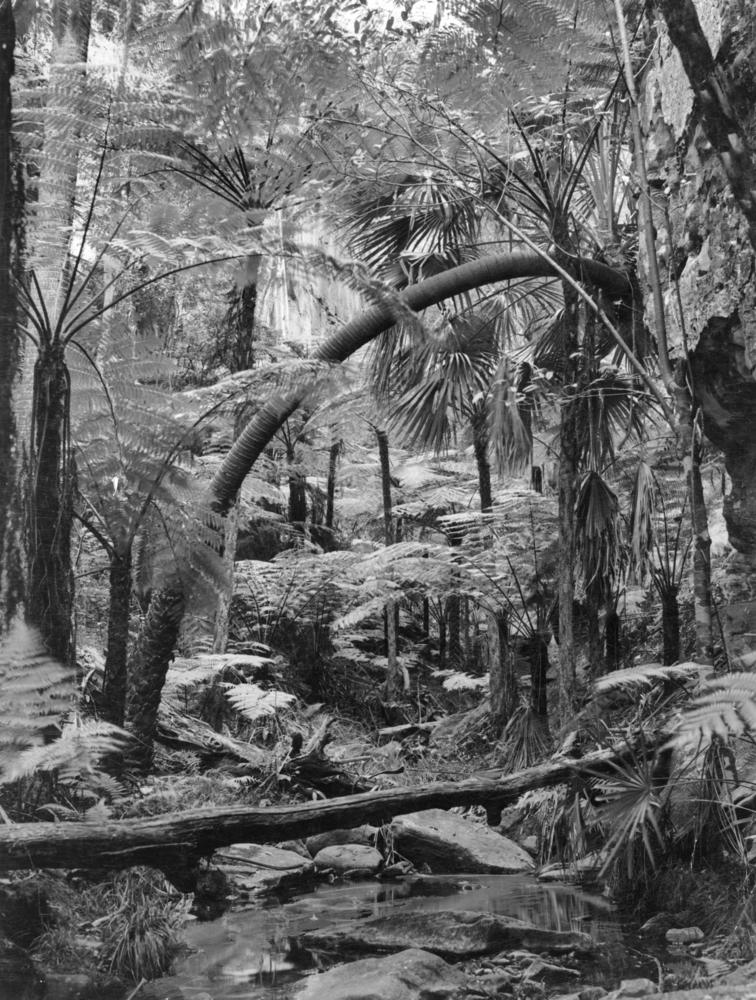
Selva tropical en la cordillera de Carnarvon, 1938

La cordillera marca los límites más al norte de la cuenca Murray-Darling y es la cabecera de varios ríos, incluidos el río Fitzroy, el río Warrego, el río Dawson, el río Merivale y el río Nogoa.

## Historia
Gungabula (también conocida como Kongabula y Khungabula) es una lengua aborigen australiana de la cabecera del río Dawson, en el centro de Queensland. La región lingüística incluye zonas dentro del área de gobierno local de la región de Maranoa, en particular las ciudades de Charleville, Augathella y Blackall, así como la cordillera de Carnarvon. 
Fue explorado por primera vez por Ludwig Leichhardt pero nombrado por Thomas Mitchell, probablemente en honor al cuarto conde de Carnarvon.

## Ambiente

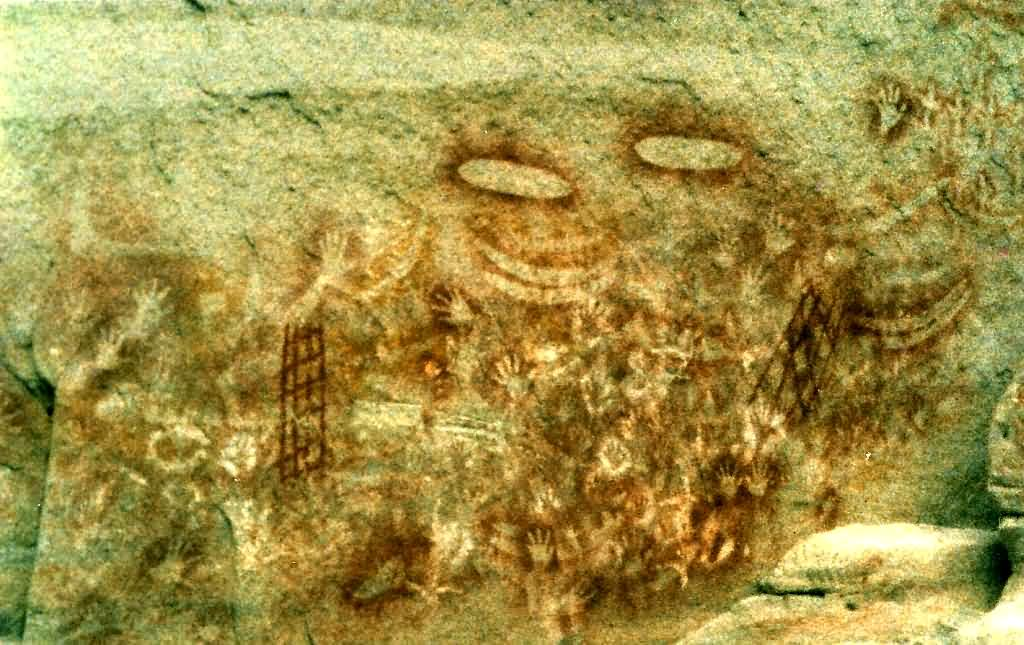
Arte aborigen con plantillas en Carnarvon Gorge

La especie de cícadas Macrozamia moorei es una especie de planta nativa que se encuentra naturalmente en la Cordillera de Carnarvon.